# پیشرفت در علوم رادیویی
پیشرفت در علوم رادیویی یک ژورنال علمی داوری همتا با دسترسی آزاد است که توسط کمیته ملی آلمان در انجمن بین‌المللی علوم رادیویی منتشر می‌شود. این ژورنال درباره علوم رادیویی و مهندسی فرکانس رادیویی است و در اسکوپوس خلاصه و فهرست می‌شود.